# Rat der Volkskommissare der RSFSR
Rat der Volkskommissare der RSFSR, offiziell Rat der Volkskommissare der Russischen Sozialistischen Föderativen Sowjetrepublik, war die Bezeichnung der Regierung Sowjetrusslands nach der gelungenen Machtübernahme durch die Bolschewiki während der Oktoberrevolution 1917. Nach der Gründung der Sowjetunion (UdSSR) wurde daraus von 1922 bis 1946 die Unionsregierung namens Rat der Volkskommissare der Sowjetunion. Gleichzeitig bestand der Rat der Volkskommissare der RSFSR als Regierung der Unionsrepublik RSFSR weiter.

## Regierung der Sowjets
Die neue Sowjet-Regierung trat 1917 unter dem Vorsitz Lenins zusammen. Der veraltete Begriff des Ministers für die einzelnen Mitglieder wurde als zu bourgeois abgelehnt und der neue Begriff des Volkskommissars nach einem Vorschlag von Leo Trotzki gebildet. Die formale Legitimation erfolgte noch am gleichen Tag, dem 26. Oktoberjul. / 8. November 1917greg. und wurde auf dem Zweiten Allrussischen Sowjetkongress angenommen.

Im Einzelnen hieß es: 

„Bis zur Einberufung einer Gründungsversammlung wird für die Leitung des Landes eine provisorische Arbeiter- und Bauernregierung gebildet, die Rat der Volkskommissare heißt. Die Leitung der verschiedenen Zweige der staatlichen Lebens wird Kommissaren übertragen. Diese müssen sicherstellen, dass das auf dem Kongress verkündete Programm mit Leben erfüllt wird, in enger Zusammenarbeit mit den Massenorganisationen der Arbeiter, Arbeiterinnen, Matrosen, Soldaten, Bauern und Angestellten. Die Regierungsmacht geht vom Kollegium der Vorsitzenden dieser Kommissionen aus, d. h. dem Rat der Volkskommissare.
Die Kontrolle der Tätigkeit der Volkskommissare erfolgt durch den Allrussischen Kongress der Arbeiter-, Soldaten- und Bauernräte und dessen Zentrales Exekutivkomitee (russ. Всероссийский Центральный Исполнительный Комитет). Diese haben auch das Recht die Volkskommissare abzulösen.
Gegenwärtig besteht der Rat der Volkskommissare aus folgenden Personen:
- Vorsitzender: Wladimir Lenin

Volkskommissare für:
- Innere Angelegenheiten: Alexei Rykow,
- Landwirtschaft: Wladimir Miljutin,
- Arbeit: Alexander Schljapnikow,
- Militär und Flotte: (Komitee) Wladimir Antonow-Owsejenko, Nikolai Krylenko und Pawel Dybenko,
- Handel und Industrie: Wiktor Nogin,
- Volksbildung: Anatoli Lunatscharski,
- Finanzen: Iwan Skworzow (Pseudonym: Stepanow),
- Auswärtige Angelegenheiten: Leo Trotzki,
- Justiz: Georgi Oppokow (Lomow),
- Nahrungsmittel: Iwan Teodorowitsch,
- Post und Telegraf: Nikolai Awilow (Glebow),
- Nationalitätenfragen: Josef Stalin.

Der Posten des Volkskommissars für Eisenbahnangelegenheiten bleibt zeitweilig unbesetzt.“

## Koalitionsregierung
Die linken sozialistischen Revolutionäre der anderen Parteien weigerten sich jedoch zunächst, dem Rat der Volkskommissare beizutreten. Ab dem 8. Dezember dann ging die Partei der Linken Sozialrevolutionäre eine Koalitionsregierung mit den Bolschewiki unter Lenin ein, was auch dem Wunsch einiger Akteure um Lenin entsprach. Insgesamt traten acht Linke Sozialrevolutionäre in die Regierung ein. Darunter die Volkskommissariate für Landwirtschaft (Andrej Kolegajew), Eigentum (Wladimir Alexandrowitsch Karelin), Justiz (Isaac Nachman Steinberg), Postämter und Telegraphen (Prosch Pertschewitsch Proschian). Volkskommissare ohne Portefeuille wurden Wladimir Jewgeniewitsch Trutowski und Wladimir Alexandrowitsch Algasow.
Im März 1918 entschieden sich die Linken Sozialrevolutionäre aber für den Austritt aus dem Kabinett, um ihren Protest gegen den Frieden von Brest-Litowsk mit den Mittelmächten zum Ausdruck zu bringen.

## Spätere rechtliche Manifestierung
Entsprechend der Verfassung der Russischen Sozialistischen Föderativen Sowjetrepublik (RSFSR) vom 10. Juli 1918 hatte der Rat der Volkskommissare folgende Aufgaben:
- Leitung der allgemeinen Angelegenheiten der RSFSR und der einzelnen Zweige der Verwaltung (§ 35 und 37);
- Erlass von Gesetzen und das Ergreifen von Maßnahmen, die notwendig sind, um den richtigen und reibungslosen Verlauf der Staatsangelegenheiten zu gewährleisten (§ 38).

## Spätere Wirkung als Regionalregierung
Nach der Gründung der Sowjetunion wurden die Aufgaben des Rates der Volkskommissare der Sowjetunion einerseits und des Rates der Volkskommissare des RSFSR andererseits klar voneinander getrennt. Entsprechend der Verfassung der Sowjetunion vom 31. Januar 1924 „erlässt der Rat der Volkskommissare der Sowjetunion Dekrete und Anordnungen, die für das gesamte Territorium der Sowjetunion bindend sind“ (§ 38). Er beaufsichtigte auch die Gesetzgebung der Räte der Volkskommissare der einzelnen Sowjetrepubliken (von denen die RSFSR die größte war) und er war dem Zentralen Exekutivkomitee der Sowjetunion rechenschaftspflichtig.